# 大阪株式市況
『大阪株式市況』（おおさかかぶしきしきょう）は、1961年3月6日から2001年3月30日までの40年間にわたって毎日放送（MBSテレビ）で放送されていた株式情報番組である。

## 概要
当初は、日興證券株式会社（現:SMBC日興証券）の提供による「ニコニコ株式市況」という題で日興證券大阪支店からの公開放送形式であり午前中の取引開始直後と夕方の大引け直後の2回放送された。その後、日興證券がスポンサーを続けることが難しくなり、1964年1月31日にこのタイトルでの放送は終了した。その後、旭通信社（現・ADKホールディングス）が大阪証券業協会（1973年に日本証券業協会・大阪地区協会に改組）を提供社として仲介、大阪証券取引所（現・大阪取引所、大証。北浜）にMBSの専用放送席を設けて、1964年2月17日から「大阪株式市況」という題名でスタートした。
放送時間は当初月 - 土曜（祝日は休止）の9時と15時の2回放送したが、1965年4月より午後の放送を廃止、午前の放送もNET（1975年のネットチェンジ以降はTBS）のワイドショーより後の放送となり、さらに土曜の放送を1983年に廃止している。その後、1985年1月7日より「証券レーダー　北浜ホットライン」と改題し、途中にMBSアナウンサー・記者（水野晶子、小池清、高井智彦ら）の司会で、経済市況解説に加え、在阪企業のトップをゲストに迎えたインタビューも実施されたが、同取引所のリニューアル計画に伴い北浜からの中継が終了。1983年から1990年代後半の番組テーマ曲は村松健作曲の『NEW YORK,CLOUD 9』に『NIGHT FLIGHT』の曲の最後の部分を付け足したアレンジ版であった。
なお毎年3月下旬から4月上旬に選抜高等学校野球大会を中継したときは、当初は前場の案内の後に中継を開始し（1日目の場合は「開会式→株式市況→第一試合」の流れ）、最終試合終了後に大引けを案内するという体制だったが、1980年代以降は大会期間中は高校野球を優先し（野球中止の場合は放送）、この時期の株式市況（後番組の経済番組も同様）は放送休止となっていた。
その後「はなまるマーケット」フルネット化に伴い、11時台前半に茶屋町の本社スタジオからこれに代わる経済情報番組（「株式Today」「経済の風」「やりくり総合研究所」など）が数年放送されたが、東京一極集中による近畿地方に本社を置く大証上場企業の東京移転やインターネットの普及などで大証の市場情報をテレビで伝える役割は終わったとの判断から、2001年3月30日をもって1961年の「ニコニコ株式市況」より続いた株式番組は廃止した。
なお奇縁ではあるが、毎日放送は東京12チャンネルの支援に乗り出しキー局たらんとした時期があるが、東京12チャンネルはその後日経経営となった。その後も毎日放送は後身のテレビ東京の大株主であり続けている。なおテレビ東京とその系列でかつて放送されていた同じ株式市況番組「きょうの株式」のスポンサーは日興証券であった。